# Janez Šušteršič
Janez Šušteršič, nekdanji slovenski finančni minister, ekonomist, univerzitetni učitelj in politik, * 29. december 1966, Ljubljana.
Pred nastopom funkcije ministra je bil izredni profesor za ekonomsko politiko in ekonomiko evropske integracije na Fakulteti za management v Kopru, predavatelj na Fakulteti za uporabne družbene študije v Novi Gorici in Mednarodni fakulteti za poslovne in družbene študije v Celju ter od 21. oktobra 2011 podpredsednik Državljanske liste Gregorja Viranta.

## Življenjepis
Doktoriral je na Ekonomski fakulteti v Ljubljani iz politične ekonomije tranzicije. Med študijem je bil tudi gostujoči študent na Univerzi v Zürichu. Med letoma 2001 in 2007 je bil direktor Urada RS za makroekonomske analize in razvoj. Bil je podpredsednik odbora za reforme in nacionalni koordinator za lizbonsko strategijo. Med letoma 2005 in 2007 pa je opravljal delo podpredsednika Odbora za ekonomsko politiko pri Svetu EU v sestavi finančnih ministrov (Ecofin).
Junija 2011 je postal soustanovitelj t. i. resetirancev (poleg njega so v skupini še Gregor Virant, Marko Pavliha, Matej Lahovnik, Rado Pezdir in Žiga Turk), ki so dobili ime po tem, da so pozvali k resetiranju Slovenije ter k predčasnim volitvam.
Na državnozborskih volitvah leta 2011 je kandidiral za Državljansko listo Gregorja Viranta, vendar ni prišel v Državni zbor.